# Borowiak kanadyjski
Borowiak kanadyjski, jarząbek kanadyjski (Canachites canadensis) – gatunek średniej wielkości ptaka z rodziny kurowatych (Phasianidae). Zasiedla Kanadę, Alaskę oraz północne obrzeża Stanów Zjednoczonych. Nie jest zagrożony.

## Systematyka
Gatunek został opisany przez szwedzkiego przyrodnika Karola Linneusza w 1758 roku pod nazwą Tetrao canadensis. Okaz typowy pochodził z Zatoki Hudsona.
Jedyny przedstawiciel rodzaju Canachites. Często bywał też umieszczany w rodzaju Falcipennis, IUCN nadal go tak klasyfikuje.
Nazwa rodzajowa Canachites pochodzi od greckiego słowa καναχεω kanakheō – „być hałaśliwym, głośno śpiewać” (rodzaj Canace Reichenbach, 1853, głuszec; gr. -ιτης -itēs – „przypominający”). Nazwa rodzajowa Falcipennis pochodzi od łacińskich słów falx i pennis, oznaczających sierpowate lotki. Nazwa gatunkowa canadensis odnosi się do jednego z dwóch krajów, w jakich występuje – Kanady. Polska nazwa „borowiak” odnosi się do środowiska, jakie zasiedla.

### Podgatunki
Międzynarodowy Komitet Ornitologiczny (IOC) wyróżnia sześć podgatunków C. canadensis:
- C. canadensis osgoodi – północna Alaska.
- C. canadensis atratus – południowa Alaska.
- C. canadensis canadensis[6] – borowiak kanadyjski – środkowa Alberta do Labradoru i Nowej Szkocji.
- C. canadensis canace – południowo-wschodnia Kanada i północno-wschodnie USA.
- C. canadensis isleibi – południowo-wschodnia Alaska.
- C. canadensis franklinii[6] – borowiak brunatny – południowo-wschodnia Alaska do północno-zachodniego Wyomingu i Idaho.

W niektórych ujęciach systematycznych podgatunek franklinii (borowiak brunatny) wraz z podgatunkiem isleibi uznawany jest za odrębny gatunek. Niektórzy autorzy wydzielają populację z Nowej Szkocji do podgatunku torridus, IOC włącza ją do podgatunku nominatywnego.

## Występowanie
Borowiak kanadyjski zasiedla Kanadę, poza najbardziej północnymi częściami, Alaskę oraz północno-zachodnią i północno-wschodnią część Stanów Zjednoczonych. W Kanadzie występuje w części na południe od północno-wschodniego Terytoriów Północno-Zachodnich. W USA zasiedla zachodnią Montanę, wschodnie Idaho, południe stanu Waszyngton oraz północny Oregon, a na północnym wschodzie występuje od północnej Minnesoty po wschodni Maine. Jego środowiskiem są borealne lasy iglaste i ich obrzeża.

## Charakterystyka

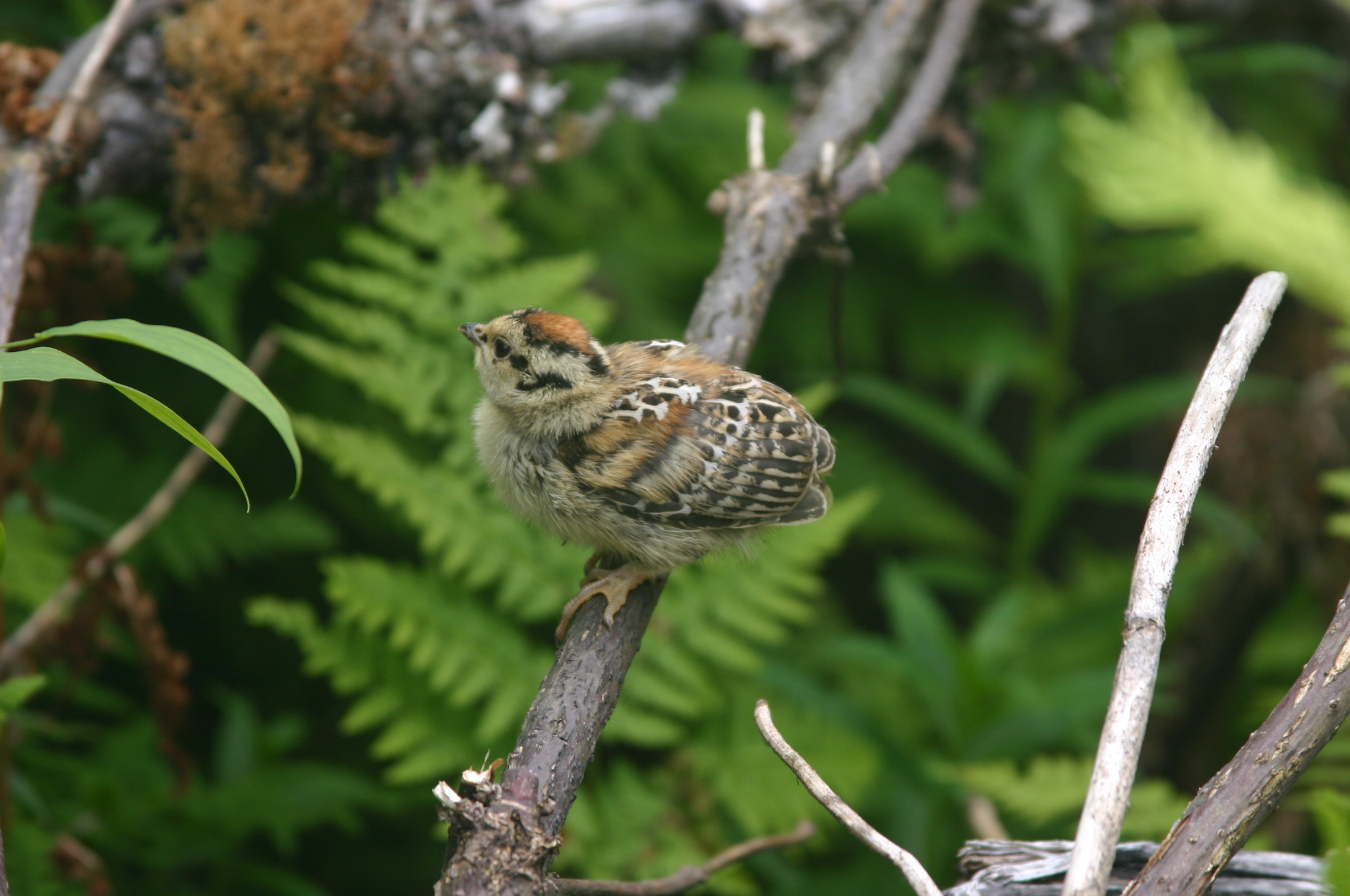
Pisklę

Występuje bardzo wyraźny dymorfizm płciowy, obie płcie z maskującym ubarwieniem. Borowiak kanadyjski mierzy 38–40 cm, waży średnio 529 g. Koguty są nieco mniejsze od kur. Samiec ma ubarwienie szaro-czarno-biało-białe, samica szaro-brązowo-beżowa. Charakterystyczna, czerwona róża nad okiem obecna także u samicy, lecz mniejsza. Średniej długości szary dziób.
U samca wierzch ciała, łącznie z głową, szary, dosyć gęsto, czarno prążkowany, na karku żółtawy w czarne paski. Gardło i pierś czarne, na policzku biała plamka. Na piersi trzy białe pasy, wyglądające jak korale. Spód ciała brązowoszary w białe, nieco rozciągnięte, trójkątne plamy. Skrzydło szaro-brązowo-beżowe, ułożone w maskujący wzór. Ogon czarny, środkowe sterówki żółto zakończone, zewnętrzne biało.
Samica o trudnym do zdefiniowania, pstrokatym upierzeniu. Na grzbiecie żółtawe pióra mają czarne obrzeżenia lub wypełnienia, co sprawia wrażenie łuskowania. Skrzydła pstrokate, biało-brązowe. Ogon początkowo czarny, potem w większości brązowy, a na zakończeniach biały. Spód ciała podobny zarówno do ubarwienia grzbietu, jak i skrzydeł.

## Zachowania

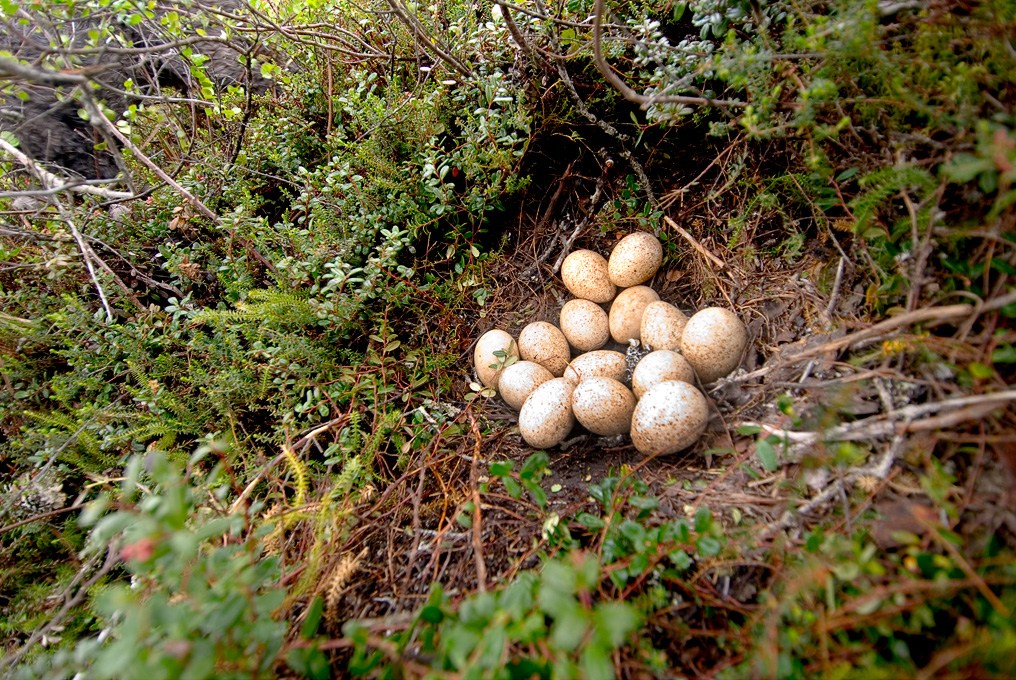
Jaja w gnieździe

Jest ufnym i cichym ptakiem. W trakcie toków rozkłada ogon i stroszy pióra. Najczęściej spotykany na skrajach zrębów i poboczach duktów leśnych. Samiec wydaje niskie wwhoot. Można także usłyszeć szum skrzydeł oraz tupanie. W powietrzu samiec klaszcze skrzydłami. Kury gdaczą. Borowiak kanadyjski odżywia się igłami i pączkami z roślin zimozielonych. Niekiedy zjada także owady.

## Lęgi
Wyprowadza 1 lęg. Samce są poligamiczne. Samica sama buduje gniazdo z gałązek, trawy liści, mieści się ono w niewielkim zagłębieniu w ziemi pod pochylonym, martwym drzewem. Rozpoczyna lęgi pod koniec maja. Składa 5–8 jaj o wymiarach 44×32 mm. Inkubacja trwa 17–24 dni. Młode są opierzone po około 10 dniach.

## Status
W Czerwonej księdze gatunków zagrożonych IUCN borowiak kanadyjski i borowiak brunatny (C. (c.) franklinii) od 2014 roku klasyfikowane są jako osobne gatunki i zalicza się je do kategorii najmniejszej troski (LC – least concern). Trend liczebności populacji obu tych taksonów uznaje się za stabilny. Przed taksonomicznym podziałem gatunku ogólną populację szacowano na około 1 200 000 ptaków, a zasięg występowania na około 7 550 000 km²; po podziale nie oszacowano na razie oddzielnie liczebności obu tych taksonów. Z powodu swojej ufności ptaki te są często zabijane przez myśliwych, ale większe szkody czyni niszczenie środowiska.